# دوگون

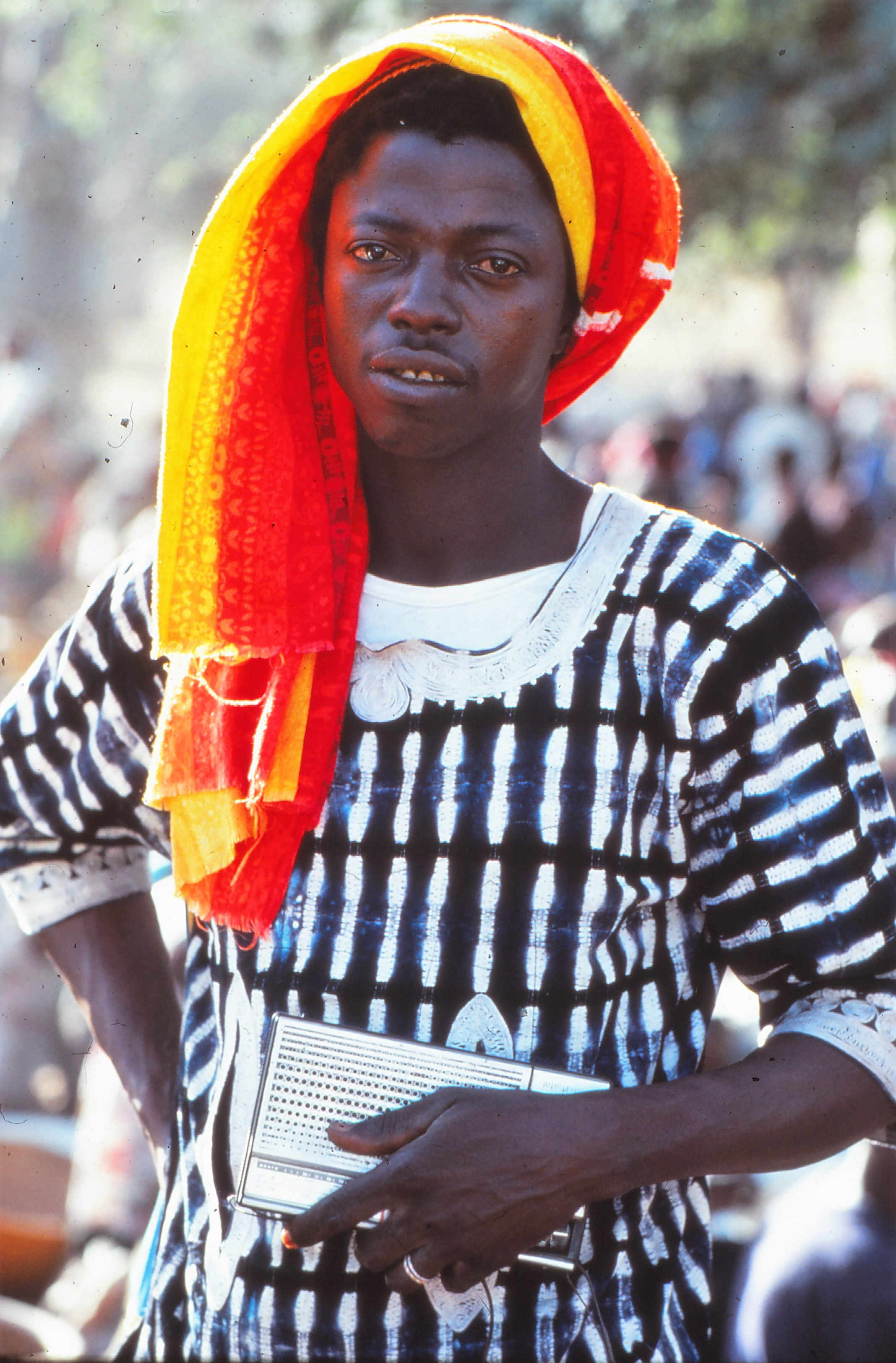
مرد جوانی که تازه از ابیجان برگشته، با رادیویش، 1985

دوگون نام قومی است که زیستگاه آن در منطقه فلات مرکزی کشور مالی، در غرب قاره آفریقا قرار دارد. سکونتگاه این قوم در جنوب انحنای رود نیجر، در نزدیکی شهر باندیاگارا، در استان موپتی قرار گرفته‌است. جمعیت دوگون‌ها بین ۴۰۰ هزار تا ۸۰۰ هزار نفر است. دوگون‌ها به خاطر سنت‌های مذهبی خود، نقاب‌های رقص خود، مجسمه‌های چوبی و معماری بومی‌شان شناخته شده‌اند. دوگون‌ها طی سده گذشته شاهد تغییرات قابل توجهی در ساختار اجتماعی، فرهنگ مادی و اعتقادات خود بوده‌اند که این روند تا حدودی به دلیل این است که منطقه دوگون‌نشین یکی از جاذبه‌های مهم توریستی مالی است.